# Comté de Stearns
Le comté de Stearns est situé dans l’État du Minnesota, aux États-Unis. Il comptait 158 292 habitants en 2020. Son siège est St. Cloud.